# Hagershof
Hagershof (fränkisch: Hocheaschhuf) ist ein Gemeindeteil des Marktes Schwanstetten im Landkreis Roth (Mittelfranken, Bayern). Hagershof liegt in der Gemarkung Leerstetten.

## Lage
Der Einöde liegt direkt am Main-Donau-Kanal. Zusammen mit den Einöden Holzgut, Unter- und Oberfichtenmühle, bildet Hagershof eine Exklave zwischen dem 1985 gefluteten Main-Donau-Kanal und der Bundesstraße 2. Eine Gemeindeverbindungsstraße führt zur Kreisstraße RH 1 (0,4 km südlich) bzw. die B 2 unterquerend nach Rednitzhembach (1,1 km westlich).

## Geschichte
Der Name Hager taucht schriftlich erstmals im Jahr 1413 auf, als der Burgstall Haimpfarich (bereits ruinös) von Cunrath Groß, Abt zu Mönchaurach und der Witwe des Eberhard Groß an einen gewissen Hager verkauft wurde. Die sandigen Böden dort sind jedoch nicht sehr ertragreich und auch die Burg wurde nicht wieder aufgebaut. Stattdessen wurde wohl weiter im fruchtbaren Tal des Hembaches gesiedelt. Der Ort wurde 1496 als „Hagershof“ erstmals urkundlich erwähnt. 1623 wurden für „Hagerßhoff“ 1 Hof mit zwei Herdstellen verzeichnet. Der Hof hatte die Pfarrei Schwand als Grundherrn. 1652 wurden zwei Höfe verzeichnet, 1783 vier. Die Geschicke der darauf folgenden Generationen liegen vollkommen im Dunklen. Im Grundsatz wurde wohl die frühere Gebäudeanordnung beibehalten. Der Siedlungsort scheint allerdings niemals vollständig aufgegeben worden zu sein.
Gegen Ende des 18. Jahrhunderts bestand Hagershof aus drei Anwesen. Das Hochgericht übte das brandenburg-ansbachische Richteramt Schwand aus, ebenso die Grundherrschaft mittelbar für die Kirche Schwand (1 Köblergut) und die Pfarrei Schwand (1 Dreiviertelhof, 1 Viertelhof).
Von 1797 bis 1808 unterstand Hagershof dem Justiz- und Kammeramt Schwabach. 1806 kam der Ort an das Königreich Bayern. Im Rahmen des Gemeindeedikts wurde 1808 Hagershof dem Steuerdistrikt Leerstetten und der 1818 gebildeten Ruralgemeinde Leerstetten zugeordnet. Im Zuge der Gebietsreform in Bayern, wurde Hagershof am 1. Mai 1978 nach Schwanstetten eingemeindet.

### Einwohnerentwicklung
| Jahr      | 001783 | 001818 | 001840 | 001861 | 001871 | 001885 | 001900 | 001925 | 001950 | 001961 | 001970 | 001987 | 002014 |
| Einwohner | 20     | *      | 9      | 19     | 9      | 13     | 11     | 13     | 15     | 9      | 10     | 11     | 33     |
| Häuser    |        | 15     | 15     |        |        | 2      | 2      | 2      | 2      | 2      |        | 2      |        |
| Quelle    |        | [ 13 ] | [ 14 ] | [ 15 ] | [ 16 ] | [ 17 ] | [ 18 ] | [ 19 ] | [ 20 ] | [ 21 ] | [ 22 ] | [ 23 ] |        |

## Religion
Hagershof ist seit der Reformation evangelisch-lutherisch geprägt und bis heute nach St. Johannes der Täufer (Schwand bei Nürnberg) gepfarrt. Die Katholiken sind nach Heilig Kreuz (Plöckendorf) gepfarrt.

## Heute
Die ursprünglichen vier Gehöfte bilden inzwischen einen überwiegend zusammenhängenden Großbauernhof mit Vieh- und Feldwirtschaft. Weiterhin wird am Ort ein Büro-Service betrieben. Auf den Dächern Hagershofs sind mehrere solarelektrische Anlagen mit einer Gesamtleistung von knapp 20 kW installiert. Im Bereich der von Hagershof aus bewirtschaften Agrarflächen verbessert sich die Gewässerqualität des Hembaches von kritisch belastet zu nurmehr mäßig belastet.